# كيفن يانسن
كيفن يانسن (بالهولندية: Kevin Jansen) (8 أبريل 1992 هولندا - ) هو لاعب كرة قدم هولندي يلعب كلاعب وسط.

## وصلات خارجية
كيفن يانسن على موقع الاتحاد الدولي (مؤرشف)  (الإنجليزية)
- كيفن يانسن على موقع قاعدة بيانات كرة القدم.إي يو (الإنجليزية)
- كيفن يانسن على موقع Soccerway.com (الإنجليزية)